# Silly-Tillard

Silly-Tillard este o comună în departamentul Oise, Franța. În 1 ianuarie 2022 avea o populație de 452 de locuitori.